# Seks sange til tekster af Hovden og Vinje
Seks sange til tekster af Hovden og Vinje is een compositie van Eyvind Alnæs. Het was een van de vele liederenbundels van deze Noorse componist, die toen hij het schreef veel begeleidingswerk deed, dan wel koren aan het dirigeren was. Deze liederenbundel bevat toonzettingen van zes gedichten van Anders Hovden en Aasmund Olavsson Vinje in nynorsk.
De zes liederen verschenen verspreid over twee publicaties bij Edition Wilhelm Hansen (onder andere nr. 1184):
1. Tungalda (Hovden)
2. Den diktar aldri djupt (Vinje)
3. Attergløyma (Vinje)
4. Du naar maalet (Vinje)
5. So skal gjenta hava det (Vinje)
6. Mold (Hovden)

De twee gedichten van Hovden geven een opkomende storm weer (Tungalda) en de aarde waarin wij begraven worden (Mold).
De Aftenposten van 23 oktober 1907 maakte melding van de uitvoering van deze liederen door Cally Monrad en de componist, zonder een datum te noemen. In november meldde dezelfde krant het verschijnen van de papieren druk. 